# Bantay
Bantay est une municipalité de 3e classe située dans la province d'Ilocos Sur aux Philippines. Selon le recensement de 2010 elle est peuplée de 34 323 habitants.

## Barangays
Bantay est divisée en 34 barangays.
- Aggay
- An-annam
- Balaleng
- Banaoang
- Bulag
- Buquig
- Cabalanggan
- Cabaroan
- Cabusligan
- Capangdanan
- Guimod
- Lingsat
- Malingeb
- Mira
- Naguiddayan
- Ora
- Paing
- Puspus
- Quimmarayan
- Sagneb
- Sagpat
- San Mariano (Sallacong)
- San Isidro
- San Julian
- Sinabaan
- Taguiporo
- Taleb
- Tay-ac
- Barangay 1 (Poblacion)
- Barangay 2 (Poblacion)
- Barangay 3 (Poblacion)
- Barangay 4 (Poblacion)
- Barangay 5 (Poblacion)
- Barangay 6 (Poblacion)